# Pułk Lekkiej Kawalerii Kaliskiej płk. Idziego Moskorzewskiego
Pułk Lekkiej Kawalerii Kaliskiej płk. Idziego Moskorzewskiego – polski oddział kawalerii wchodzący w skład wojsk powstańczych okresu insurekcji kościuszkowskiej.

## Formowanie
Pułk sformowany został w sierpniu 1794 na terenie województwa kaliskiego przez płk. Idziego Moskorzewskiego.
We wrześniu oddział liczył 640 konnych zorganizowanych w pięć szwadronów. 24 października, na mocy rozkazu gen. lejtn. Jana Dąbrowskiego, pułk zaliczono do koronnych jednostek liniowych.

## Żołnierze pułku
Organizatorem i dowódcą pułku był płk Idzi Moskorzewski.